# Ubaidullah Ahrar
Chodscha Ubaidullah Ahrar (* 1404; † 21. Februar 1490) war ein Scheich des Nakschibendi-Ordens. Der weitere Aufstieg dieses islamischen Sufi-Ordens war eng mit seinem Namen verknüpft.
Er siedelte 1451 von Taschkent nach Samarkand um und hatte großen Einfluss auf den Timuridenfürsten Abu Said (er regierte 1451–1468). Ihm zuliebe verzichtete Abu Said auf die Handels- und Gewerbesteuer tamga (Steuern für Muslime waren „unislamisch“, aber unter der Mongolenherrschaft wurden sie eingeführt) und setzte die Schari'a in seinem Reich durch. Die Schari'a galt zwar schon, aber man hielt trotzdem an einigen „unislamischen“ Bestimmungen fest, wie etwa dem Trinken von gegorener Stutenmilch.
Ahrar war in seiner Stellung nicht unangefochten: die orthodoxe islamische Geistlichkeit, die ansonsten den Sufismus häufig kritisierte, war hier ausnahmsweise toleranter als er, hatte aber auf Dauer nicht den Rückhalt im Volk. Der Hodscha betätigte sich auch als militärischer „Berater“ und veranlasste Abu Said zu jenem Winterfeldzug gegen die Turkmenen, der für diesen tödlich ausging (1468).
Ubaidullah Ahrar ermöglichte dem Nakschibendi-Orden ein unabhängiges soziales Wirken, indem er über die normalen Spenden und Stiftungen hinaus die Landwirtschaft förderte und so im Laufe der Zeit ein beträchtliches (Ordens-)Vermögen anhäufte. Bauern und Dorfgemeinschaften verkauften demnach Land an Ahrar, pachteten es und lieferten die Grundsteuer an ihn und nicht an den Dīwān ab. Ihr Vorteil lag im Rechtsschutz vor staatlicher Willkür und den üblichen Privatforderungen der Steuereintreiber. Bei Ahrar waren sie nur an den Pachtvertrag gebunden und mit niedrigeren Abgaben belastet. Ahrar wandelte nun das Ordensvermögen an Land usw. in fromme Stiftungen um und entzog es damit – im Einklang mit dem islamischen Gesetz – dem Zugriff der Obrigkeit. (Letzteres war nichts Ungewöhnliches, noch zur Zarenzeit um 1908 berichtete Graf von der Pahlen darüber.)
Zeitgenossen verdächtigten Ubaidullah Ahrar des profanen Strebens nach Geld, aufgrund seines Wohlstandes, der nicht mit der mystischen Armut der Derwische vereinbar war. Andere, wie Mahmud Mirza, dritter Sohn Abu Saids, verachteten ihn aus persönlichen Gründen. Aber Ahrar hatte trotzdem zahlreiche Schüler und Schützlinge aus den gehobenen Schichten. Nicht zuletzt berichtet Babur in seiner Autobiographie sehr positiv über ihn und bedauert, dass Mahmud Mirza dessen Leute („die manchen armen Untertanen vor Bedrückungen geschützt und vor ungerechter Besteuerung bewahrt hatten“) schließlich aus der Staatsverwaltung entfernte.
Der Hodscha wurde im Süden von Samarkand begraben, in einem Dorf, das heute noch seinen Namen trägt.